# Japoneses en la resistencia china al Imperio del Japón
Durante la segunda guerra sino-japonesa (1937-1945), los disidentes japoneses y los prisioneros de guerra japoneses se unieron a los chinos en la guerra contra el Imperio del Japón.
La educación de los cautivos japoneses por el 8.º Ejército de Ruta comenzó en 1938. En noviembre de 1940 se estableció la Escuela de Campesinos y Trabajadores. Reeducó a los prisioneros de guerra japoneses que luego estuvieron involucrados en propaganda.
Sanzo Nosaka y Kaji Wataru se unieron a la resistencia china. Reeducaron a los prisioneros de guerra japoneses. Varias organizaciones surgieron durante la guerra. La Liga Antiguerra, la Liga de Emancipación del Pueblo Japonés y una liga comunista.

## Lista de japoneses en la resistencia china
- Teru Hasegawa
- Shigeo Tsutsui
- Yuki Ikeda
- Kazuo Aoyama